# Éric Assati
Éric Joseph Assati est un footballeur né le 29 septembre 1974 à Saint-Joseph de La Réunion. Il est l'actuel entraîneur  de l'AS Excelsior à La Réunion.

## Biographie
Ancienne gloire du football réunionnais, Assati est formé à l'AJ Auxerre où il débute en Ligue 1 le 20 octobre 1996 lors d'un match contre le PSG. 
Il reste ainsi 6 saisons à Auxerre où il dispute 69 matches de première division. 
Lors de la saison 2003/2004, il s'engage avec l'Amiens SC, club qu'il quitte en fin de saison, pour rentrer au pays et ainsi évoluer dans le club de sa ville de naissance, le SS Excelsior.
En juin 2007, il est convoqué avec la sélection réunionnaise de football pour participer aux 7es Jeux des Îles de l'Océan Indien qui ont eu lieu à Madagascar (dont la Réunion remporte la médaille d'or en battant Madagascar en finale).
Fidèle à l'AS Excelsior, et après avoir effectué quelques piges en tant qu'entraîneur durant plusieurs années, il est intronisé comme entraîneur du club en 2020. Sa première année s'annonce fructueuse, puisqu'il remporte le championnat cette même année 

## Carrière
- 1996-2003 : AJ Auxerre ( France)
- 2003-2004 : Amiens SC ( France)
- 2004-2010 : SS Excelsior ( La Réunion)[1]